# اورادا
اورادا (به روسی: Урада) دهکده‌ای است در شهرستان شامیل در جمهوری داغستان روسیه. این دهکده مرکز اداری سلساویت (شورای دهستان) دهستان اورادین است. طبق آمار سال ۲۰۰۸ جمعیت این دهکده ۲۲۵۴ نفر است.

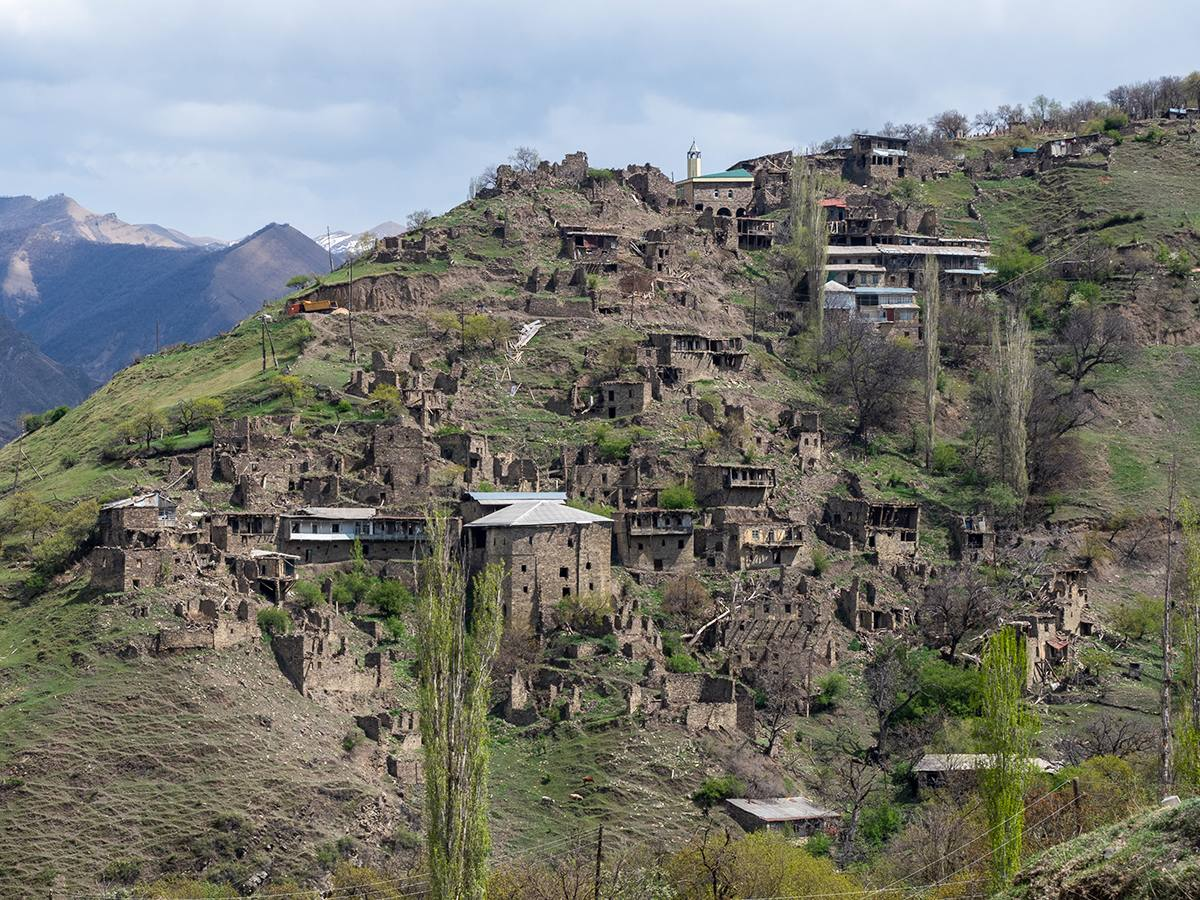
تصویر دهکده